# Die Puppenstars
Die Puppenstars ist eine deutsche Castingshow, die seit Januar 2016 bei RTL ausgestrahlt wird. Moderiert wurden die Staffeln 1 und 2 von Mirja Boes und, mehr oder weniger, von der Puppe Miss Izzy. Die Sendung ist die deutsche Adaption des niederländischen Formats Popster, die auf einer Idee von John de Mol basiert. Es ist zudem das erste Castingformat im deutschen Fernsehen für Puppenspieler bzw. Figurentheater. Im September 2022 startete Staffel 3, die von Thomas Gottschalk moderiert wurde.

## Konzept
Staffeln 1 und 2
In Vorrunden-Shows treten die Puppenspieler solo, im Duett oder als Gruppe mit unterschiedlichsten Puppen um ein Ticket für das Finale an. Die drei Jurymitglieder vergeben für jeden Beitrag jeweils einen roten oder grünen Stern. Während in der ersten Staffel drei grüne Sterne bereits mit dem Finaleinzug gleichzusetzen waren, wurde dieses Konzept in der zweiten Staffel überarbeitet. Die Kandidaten benötigen zwar immer noch drei grüne Sterne, um in die nächste Runde einzuziehen, die Entscheidung aber, wer im Finale auftreten darf, trifft die Jury erst nach den drei Vorrunden-Shows. So soll dann eine objektivere Bewertung möglich sein. Außerdem kann seit der zweiten Staffel jedes Jurymitglied und auch der Kakerlak ein „Goldenes Ticket“ vergeben, mit dem die Künstler direkt das Finale erreichen.
Im Finale treten dann die von der Jury ausgewählten Akteure mit einem neuen Beitrag gegeneinander an. Jedes Jurymitglied und das Studiopublikum vergeben jeweils bis zu 10 Punkte. Es gibt am Ende Preisgelder in Höhe von 50.000 Euro (1. Platz), 25.000 Euro (2. Platz) und 10.000 Euro (3. Platz).
Staffel 3
In dieser Staffel gibt es keine Unterteilung mehr in Vorrunden oder Finale. Die „Goldenen Tickets“ entfallen. In drei abgeschlossenen Folgen entscheiden am Ende jeder Folge Studiopublikum und Jury gemeinsam, wer Puppenstar des Abends wird. Dafür vergibt jeder Juror nach dem Auftritt eines Acts bis zu 10 Punkte. Die drei Acts mit den meisten Punkten kommen dann schließlich ins Publikumsvoting. Per Abstimmung entscheidet das Studiopublikum dann, wer Preisgeld in Höhe von 20.000 Euro gewinnt.
In regelmäßigen Sketchen tauchen weitere Puppen auf, beispielsweise Wiwaldi, Traudl oder das alte Zirkuspferd Horst-Pferdinand. Sie werden in der Regel von Martin Reinl und Carsten Haffke gespielt.

## Mitwirkende
Jury
| Staffel | Juroren      | Juroren     | Juroren       |
| ------- | ------------ | ----------- | ------------- |
| 1       | Max Giermann | Gaby Köster | Martin Reinl1 |
| 2       | Max Giermann | Gaby Köster | Martin Reinl1 |
| 3       | Max Giermann | Gast2       | Martin Reinl1 |

1 In allen Staffeln bekam Martin Reinl Unterstützung von Der Kakerlak, gespielt von Puppenspieler und Synchronsprecher Carsten Haffke.
2 In Staffel 3 kam zu den festen Juroren Max Giermann und Martin Reinl in jeder der drei Sendungen noch ein wechselnder Gast hinzu. Gastjurorin war in Folge 1 Sonja Zietlow, in Folge 2 Annette Frier und in Folge 3 Laura Wontorra.
Moderation
| Staffel | Moderator          |
| ------- | ------------------ |
| 1       | Mirja Boes3        |
| 2       | Mirja Boes3        |
| 3       | Thomas Gottschalk4 |

3 Neben Mirja Boes moderierte die Puppe Miss Izzy, gespielt von der Puppenspielerin Andrea Bongers.

4 Thomas Gottschalk bekam moderative Unterstützung von der Puppe und Aufnahmeleiterin Betsy, gespielt von Puppenspielerin Susi Claus und dem Puppen-Showpraktikanten Walter, gespielt von Puppenspieler Christian Vesper.

## Gewinner
| Staffel | Platz 1                 | Platz 2                        | Platz 3                        |
| ------- | ----------------------- | ------------------------------ | ------------------------------ |
| 1       | half past selber schuld | Paperman                       | Spejbl und Hurvínek            |
| 2       | Barnaby Dixon           | Robin Frohardt                 | Tubeheads                      |
| 3.1     | Yllana                  | Lightwave Theatre Company      | Jerome Murat                   |
| 3.2     | Alex und Barti          | Daniel Wagner                  | Antigravity Show               |
| 3.3     | Stephan Blinn           | 0Francisco Obregon / JARNOTH * | 0Francisco Obregon / JARNOTH * |

## Einschaltquoten
Staffel 1 (2016)
| Folge | Ausstrahlung | Zuschauer Gesamt |
| ----- | ------------ | ---------------- |
| 1     | 29.01.2016   | 4,17 Mio.        |
| 2     | 05.02.2016   | 3,44 Mio.        |
| 3     | 12.02.2016   | 3,17 Mio.        |

Die Sendung landete unter den Top 5 der erfolgreichsten Show-Reihen / Castingshows 2016 bei den 14- bis 49-Jährigen.
Staffel 2 (2017)
| Folge | Ausstrahlung | Zuschauer Gesamt |
| ----- | ------------ | ---------------- |
| 1     | 27.01.2017   | 3,06 Mio.        |
| 2     | 03.02.2017   | 2,61 Mio.        |
| 3     | 10.02.2017   | 2,61 Mio.        |
| 4     | 17.02.2017   | 2,56 Mio.        |

Staffel 3 (2022)
| Folge | Ausstrahlung | Zuschauer Gesamt |
| ----- | ------------ | ---------------- |
| 1     | 24.09.2022   | 1,12 Mio.        |
| 2     | 01.10.2022   | 0,76 Mio.        |
| 3     | 08.10.2022   | 0,76 Mio.        |